# Sport Futebol Palmense
O Sport Futebol Palmense é um clube de futebol profissional do bairro de Palma de Baixo, no município de Lisboa, Portugal. Seu patrocinador é o restaurante "O Palmense". Atualmente o clube joga na 2ª Divisão AF Lisboa.
Equipas do clube e respectiva Divisão:
Benjamins - 2ª Divisão Distrital
Infantis - 2ª Divisão Distrital
Iniciados - 2ª Divisão Distrital
Juvenis B - 2ª Divisão Distrital
Juvenis A - 1ª Divisão Distrital
Juniores - 2ª Divisão Distrital
Seniores - Honra Distrital

## Estádio
O estádio oficial do Palmense é o Campo José Ramos, que possui capacidade para 1 000 pessoas, possui área de 100 metros por 60 e foi desenhado por Mondos e inaugurado em 1916.